# Salacia venosa
Salacia venosa är en benvedsväxtart som beskrevs av Ding Hou. Salacia venosa ingår i släktet Salacia och familjen Celastraceae. Inga underarter finns listade.